# Peter R. Hunt
Peter R. Hunt (Londres, 11 de março de 1925 – Santa Mônica, 14 de agosto de 2002) foi um diretor, editor e produtor de cinema e televisão inglês.

## Biografia
Ele ficou famoso justamente pelas suas técnicas de corte rápido, permitindo movimentos e insercões intercaladas, trabalhando sempre como editor nos três primeiros Bonds.
Desejando dirigir desde que era criança, após de ter dirigido a segunda unidade, antes de sua estréia como diretor, no sexto filme de James Bond, 007 - A Serviço Secreto de Sua Majestade.
Hunt também trabalhou com Harry Saltzman e Albert R. Broccoli, em 1963, no filme de Bob Hope, Rififi no Safári, este foi o único filme feito pela EON Productions, que não era um filme de Bond.
Hunt também dirigiu, em 1971, alguns episódios da série britânica, The Persuaders!, onde por coincidência atuava o futuro James Bond Roger Moore, e também Tony Curtis.

## Filmografia
- Stranger from Venus (1954) Estréia - editor
- Ferry to Hong Kong (1959) - Editor
- Sink the Bismarck (1960) - Editor
- The Greengage Summer (1961) - Editor
- H.M.S. Defiant (1962) - Editor
- Rififi no Safári (1963) - Editor
- The Ipcress File (1965) - Editor

### Franquia James Bond
- 007 Contra o Satânico Dr. No (1962) — Editor
- Moscou contra 007 (1963) — Editor
- 007 Contra Goldfinger (1964) — Editor
- 007 contra a Chantagem Atômica (1965) — Editor
- Com 007 só se Vive Duas Vezes  (1967) — Diretor da segunda unidade, editor supervisor
- 007 - A Serviço Secreto de Sua Majestade (1969) — Diretor

### Outros filmes como diretor
- Gold (1974)
- Shout at the Devil (1976)
- Death Hunt (1981)
- Wild Geese II (1985)
- Assassination (1987)